# Stołpie (gmina)
Stołpie (od 1877 Staw) – dawna gmina wiejska istniejąca w drugiej połowie XIX wieku na Lubelszczyźnie. Siedzibą gminy było Stołpie.
Za Królestwa Polskiego gmina Stołpie należała do powiatu chełmskiego w guberni lubelskiej.
Gmina została zniesiona w 1874 roku przez przemianowanie na gmina Staw.